# 曹貢
曹 貢（そう こう）は、中国三国時代の魏の清河悼王。初代皇帝（文帝）曹丕の皇子。母は張姫。
黄初3年（222年）に封爵されたが、翌黄初4年（223年）には死去した。子はなく、領国は没収された。